# Sint-Jozefkerk (Wilbertoord)

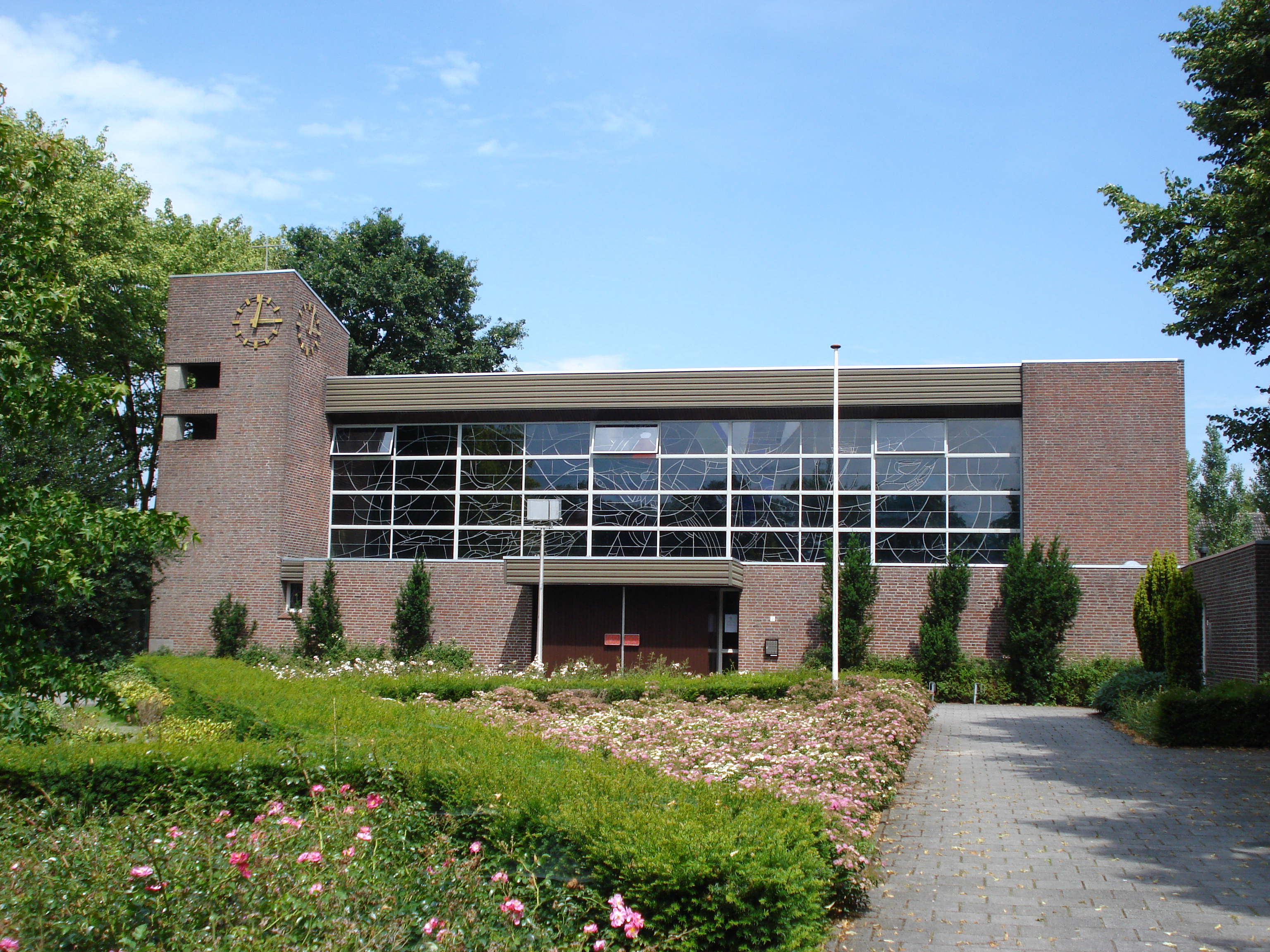
Sint-Jozefkerk

De Sint-Jozefkerk is de parochiekerk van de tot de Noord-Brabantse gemeente Land van Cuijk behorende plaats Wilbertoord, gelegen aan het Sint Josephplein 4.

## Geschiedenis
Wilbertoord is een jong ontginningsdorp. Vanaf 1942 werden er missen opgedragen in een noodkerk en dat was een houten gebouwtje dat werd opgericht met materialen die het leger had achtergelaten. De geestelijken uit Mill verzorgden de diensten.
In 1958 werd Wilbertoord verheven tot zelfstandige parochie. Een kerk werd gebouwd in 1965 en in 1966 werd deze ingewijd.
In 2005 fuseerde de parochie met vier andere tot de Pastorale eenheid Mill.

## Gebouw
Het betreft een gebouw in baksteen en glas, ontworpen door Henricus Maria Koldewey in de stijl van het naoorlogs modernisme. Het is een doosvormige zaalkerk met links een eenvoudige klokkentoren op vierkante plattegrond.